# Ligne 18 du tramway d'Anvers
 (août 2022).
Si vous disposez d'ouvrages ou d'articles de référence ou si vous connaissez des sites web de qualité traitant du thème abordé ici, merci de compléter l'article en donnant les références utiles à sa vérifiabilité et en les liant à la section « Notes et références ».
Pour les articles homonymes, voir Ligne 18.
L'ancienne ligne 18 est une ancienne ligne du tramway d'Anvers.

## Histoire
État au 1er janvier 1950 : 18 Anvers Schijnpoort - Anvers Est.
24 mai 1958 : suppression.